# Жозеп Марија Фусте
Жозеп Марија Фусте Бланч (Лињола, 15. април 1941 — Барселона, 20. април 2023) био је шпански фудбалер који је играо као везни играч и који је био капитен Барселоне током 1960-их и раних 1970-их. 1964. помогао је Шпанији да освоји Европско првенство . Играо је и за Осасуну и Херкулес.